# A Muppet Family Christmas
A Muppet Family Christmas é um especial de televisão de Natal estrelado pelos Muppets de Jim Henson. Foi ao ar pela primeira vez em 16 de dezembro de 1987, na rede ABC dos Estados Unidos. Filmado em Toronto, Ontário, Canadá, sua teleplay foi concebida pelo antigo escritor Muppet Jerry Juhl, e dirigida por Peter Harris e Eric Till (o último dos quais não foi creditado). O especial apresenta vários Muppets de The Muppet Show, Sesame Street, Fraggle Rock e Muppet Babies. Também é estrelado por Gerard Parkes como Doc dos segmentos norte-americanos de Fraggle Rock, e Henson como ele mesmo em uma aparição especial. No especial, os Muppets surpreendem a mãe do Urso Fozzie, Emily, com uma visita de Natal à sua fazenda, sem saber que ela já havia alugado a casa para Doc para passar as férias de inverno em Malibu. Devido a problemas de licenciamento com as canções apresentadas em A Muppet Family Christmas, algumas cenas foram cortadas dos lançamentos subsequentes em VHS e DVD da América do Norte.

## Enredo
O Urso Fozzie está levando muitos dos Muppets para a fazenda de sua mãe Emily no Natal, enquanto todos cantam canções de Natal. Sem o conhecimento de Fozzie, Emily Bear está se preparando para ir a Malibu passar o feriado e alugar sua casa de fazenda para Doc e Sprocket, que querem passar um Natal tranquilo e agradável no campo. Doc e Sprocket chegaram quando Fozzie e os outros Muppets entram, interrompendo os planos de Emily e Doc para as férias. Só então, Miss Piggy liga para o telefone para dizer o Caco, o Sapo que ela está em uma sessão de fotos e chegará tarde, deixando Caco muito preocupado.
Mais Muppets chegam e começam a se preparar para o Natal. Enquanto isso, do lado de fora, Fozzie constrói um boneco de neve, e o boneco de neve ganha vida cantando junto com Fozzie e encenando uma comédia com ele. Após a apresentação, Fozzie vai para a casa onde conta a Kermit sobre seu novo ato. Isso é interrompido por Miss Piggy ligando novamente, onde diz a Caco que está fazendo algumas compras de Natal antes de ir para a casa da fazenda.
Algum tempo depois, a turma assiste a filmes caseiros de si mesmas como bebês durante seu primeiro Natal juntos.
Um grupo de cantores chega então, provando ser Big Bird e o resto dos Muppets da Sesame Street. Todos os Muppets continuam se preparando para o Natal, enquanto a notícia chega na TV de que a pior nevasca em 50 anos está se aproximando da área. Kermit percebe que Miss Piggy está no meio da tempestade e fica mais preocupado com ela.
Fozzie e Emily vão até onde todo mundo vai dormir, e então os Muppets da Sesame Street fazem um desfile de Twas the Night Before Christmas. Kermitentão recebe uma terceira ligação de Miss Piggy informando que sua limusine ficou presa na neve e que ela está chamando um táxi. Fozzie se aproxima de Kermit afirmando que agora é um bom momento para mostrar a ele seu novo ato de comédia com o Homem das Neves, mas o ato é interrompido, não graças a Statler e Waldorf.
Sentindo alguma simpatia por Kermit, Doc se oferece para sair à procura de Miss Piggy. Caco é chamado ao porão, onde ele e seu sobrinho Robin encontram um Fraggle Hole e os Fraggles Rock.
Finalmente, depois que Miss Piggy chega em casa, todos os Muppets cantam um medley de canções de natal e trocam presentes (exceto Oscar, o Resmungão, que apenas fica sentado em sua lata de lixo, suspirando miseravelmente devido ao seu ódio pelo Natal). Doc então chega vestido de Papai Noel e dá presentes aos Muppets.
A última parte mostra o próprio Jim Henson fazendo uma aparição especial se preparando para lavar a louça com Sprockett.

## Canções
- "We Need a Little Christmas"
- "Jingle Bells"
- "Jingle Bell Rock"
- "Sleigh Ride"
- "Santa Claus Is Coming to Town"
- "Here We Come A-Caroling"
- "Deck the Halls"
- "The Christmas Song"
- "Pass It On" com Fraggle Rock
- "Home for the Holidays"
- Carol Sing Medley
  - "Happy Holidays"
  - "Ding Dong Merrily on High"
  - "I Saw Three Ships"
  - "Good King Wenceslas"
  - "The Holly and the Ivy"
  - "I'll Be Home for Christmas"
  - "Happy Holidays" (reprise)
  - "Have Yourself a Merry Little Christmas"
  - "Caroling, Caroling"
  - "I Heard the Bells on Christmas Day"
  - "It's in Every One of Us" com John Denver and the Muppets: A Christmas Together
  - "Together at Christmas (Old Friends, New Friends)" from The Christmas Toy
- "We Wish You a Merry Christmas"

## Elenco
- Gerry Parkes como Jerome "Doc" Crystal
- Jim Henson como ele mesmo

### Elenco dos Muppets
- Jim Henson como Kermit, o Sapo, Rowlf o Cachorro, Dr. Dentes, O Chef Sueco, Waldorf, O Muppet Newsman, Ernie, Guy Smiley, Baby Kermit e Baby Rowlf
- Frank Oz como Miss Piggy, Fozzie Bear, Animal, Sam the Eagle, Bert, Grover, Cookie Monster, Baby Piggy, Baby Fozzie e Baby Animal
- Jerry Nelson como Robin the Frog, Emily Bear, Sgt. Floyd Pepper, Conde von Count, Camilla a Galinha, Monstro de Herry, Monstro de Duas Cabeças (Cabeça Esquerda) e Gobo Fraggle
- Richard Hunt como Scooter, Janice, Statler, Béquer, Kathleen, a Vaca, Monstro de Duas Cabeças (Cabeça Direita), Boneco de Neve e Bebê Scooter
- Dave Goelz como Gonzo, o Grande, Dr. Bunsen Honeydew, Zoot, Beauregard, Boober Fraggle, Travelling Matt e Baby Gonzo
- Steve Whitmire como Rizzo, o Rato, Lips, Wembley Fraggle, Sprocket the Dog e Christmas Turkey
- Caroll Spinney como Big Bird e Oscar the Grouch
- Kathryn Mullen como Mokey Fraggle
- Karen Prell como Red Fraggle e Maureen the Mink
- David Rudman como fotógrafo de Miss Piggy (voz)

## Produção
Esta é uma das poucas produções de Muppets que apresentam Muppets associados a todas as quatro principais franquias de Muppets como um cruzamento: The Muppet Show, Sesame Street, Fraggle Rock e Muppet Babies (que são vistos como fantoches reais aqui em vez de contrapartes animadas). Este especial também apresenta uma participação especial na tela de Jim Henson, ele pode ser visto na cozinha lavando pratos com Sprocket no final do especial. Além disso, a transmissão do Reino Unido, que foi ao ar na BBC One em 26 de dezembro de 1989, marcou a primeira aparição de Doc na televisão britânica, já que a versão britânica de Fraggle Rock apresentava novos segmentos "Outer Space", nos quais O dono de Sprocket era um faroleiro.

## Cenas omitidas no lançamento norte-americano de DVD e VHS
A Muppet Family Christmas nunca foi lançado em sua totalidade em VHS ou DVD na América do Norte. Várias músicas foram licenciadas especialmente para serem veiculadas apenas na TV e, portanto, tiveram que ser cortadas das versões em vídeo caseiro.
- O título de abertura original (sobreposto a uma foto da casa de Emily Bear).
- O boneco de neve e a comédia de Fozzie cantam a música "Sleigh Ride" ao ouvir Rowlf tocando piano.
- O filme caseiro apresentando Caco, o Sapo, Miss Piggy, Fozzie, Gonzo e Scooter como bebês cantando "Santa Claus Is Coming to Town" com o Baby Rowlf tocando um piano de brinquedo.
- Os Muppets cantam "Home for the Holidays", depois da chegada tardia de Miss Piggy, e depois "Have Yourself a Merry Little Christmas" e "I Heard the Bells on Christmas Day" durante o medley final.
- Uma breve foto do Urso Fozzie e Elmo acendendo uma árvore de Natal.
- Fozzie diz a sua mãe, Emily Bear, que ele está muito velho para ter uma meia pendurada para ele, então muda de ideia.[5]

## Recepção
TV Guide classificou o especial em oitavo lugar na lista dos '10 Melhores Especiais de Férias em Família'. Em sua cobertura do especial para o The AV Club, Myles McNutt afirmou que A Muppet Family Christmas é "uma carta de amor para os Muppets como uma parte ampla e significativa da infância dos telespectadores." Ele elogiou ainda mais a ênfase do especial na família e nos personagens Muppet em vez de "participações especiais de celebridades baratas". Sean Edgar, da Paste, descreveu o especial como "uma grande culminação do altruísmo que está na base da obra de Henson".

## Ligações externos
- O Site Oficial
- A Muppet Family Christmas. no IMDb.